# Jens Kehr
Jens Kehr (* 1959) ist ein deutscher Polizist und ehemaliger Präsident des Landeskriminalamts Thüringen.
Er trat 1987 in die Thüringer Polizei ein. 2010 wurde er Leiter der Polizeidirektion Saalfeld.
Seit 2014 war er ständiger Vertreter des Präsidenten im Landeskriminalamt und maßgeblich für die Strukturreform der Polizei im Freistaat verantwortlich. 2015 wurde er vom damaligen Innenminister Jörg Geibert zum neuen Vizepräsidenten der Thüringer Polizei befördert. 2018 ernannte ihn Innenminister Georg Maier zum Präsidenten des Landeskriminalamtes Thüringen. Im Januar 2025 trat er in den Ruhestand.